# Rauvolfia pentaphylla
Rauvolfia pentaphylla är en oleanderväxtart som först beskrevs av Huber, och fick sitt nu gällande namn av Adolpho Ducke. Rauvolfia pentaphylla ingår i släktet Rauvolfia och familjen oleanderväxter. Inga underarter finns listade i Catalogue of Life.